# Isatis huber-morathii
Isatis huber-morathii är en korsblommig växtart som beskrevs av Peter Hadland Davis. Isatis huber-morathii ingår i släktet vejdar, och familjen korsblommiga växter. Inga underarter finns listade i Catalogue of Life.